# Alun Hoddinott
Alun Hoddinott (Bargoed, Glamorganshire (Gal·les), 11 d'agost de 1929 - Swansea, 11 de març de 2008) va ser un compositor gal·lès de música clàssica, un dels primers a rebre reconeixement internacional.

## Vida i obres
Hoddinott va néixer a Bargoed, Glamorganshire, Gal·les. Va estudiar a la Gowerton Grammar School abans de matricular-se a la University College de Cardiff, i més tard va estudiar en privat amb Arthur Benjamin. La seva primera composició important, el Concert per a clarinet, va ser interpretada al Festival de Cheltenham de 1954 per Gervase de Peyer amb l'Orquestra Hallé i Sir John Barbirolli.
Això va portar a Hoddinott un perfil nacional, que va ser seguit per una sèrie d'encàrrecs de les principals orquestres i solistes. Aquests encàrrecs van continuar fins a la seva mort, i va ser defensat per alguns dels cantants i instrumentistes més distingits del segle xx. Aquests inclouen cantants com Dame Margaret Price, Dame Gwyneth Jones, Sir Thomas Allen, Jill Gomez, Sir Geraint Evans i més recentment Claire Booth, Helen Field, Gail Pearson i Jeremy Huw Williams. Els instrumentistes han inclòs Ruggiero Ricci, Mstislav Rostropovich, Dennis Brain, Osian Ellis, Cecil Aronowitz, Nia Harries, Roger Woodward i John Ogdon per citar-ne alguns, i més recentment l'eufonista David Childs, la violoncel·lista Kathryn Price, el trombonista Mark Eager i el pianista de cançons Andrew Matthews-Owen.
Hoddinott va ser prolífic, va escriure simfonies, sonates i concerts: el seu estil va evolucionar al llarg d'una llarga i distingida carrera, des del neoclassicisme del Concert per a clarinet fins a una marca de serialisme que va permetre un marc tonal a l'estructura, combinant una inclinació per la foscor, textures i harmonies inquietants semblants a les d'un altre compositor britànic, Alan Rawsthorne, amb arc-formes i palíndroms de Bartokian. No obstant això, el seu pas a l'òpera a partir de 1970 va ajudar a ampliar el seu ventall estilístic i alleugerir la seva paleta. La seva música sovint mostra una intensitat lírica melancòlica i fosca, manifestada en els seus moviments nocturns lents. Un dels millors exemples és el seu Poema rapsòdic per a violí i orquestra, inspirat en una línia de James Joyce, The Heaventree of Stars. Combinant una escriptura dura i disciplinada amb un sentit d'allò misteriós i desconegut, el seu estil musical ha estat descrit com a "romàntic modernista".
Alun Hoddinott també era un professor dotat i, com a professor de música a la University College de Cardiff, va ser responsable de l'ampliació del Departament de Música (amb un edifici construït específicament) que es va convertir en el més gran d'Europa als anys vuitanta. Hoddinott va ensenyar a diversos compositors talentosos durant la seva estada a Cardiff, com ara el compositor irlandès John Buckley i els compositors gal·lesos Karl Jenkins, Jeffrey Lewis, Gwyn Parry-Jones, John Metcalf i Christopher Painter.
Va ser guardonat amb doctorats honoris causa de nombroses institucions musicals líders, com ara la Royal Academy of Music, el Royal Northern College of Music i el Royal Welsh College of Music & Drama, així com el Walford Davies Award. Va ser nomenat Comandant de l'Ordre de l'Imperi Britànic (CBE) en els Honors d'Any Nou de 1983.
El 2005, Hoddinott va produir una fanfàrria per ser interpretada en el casament de Carles, príncep de Gal·les, amb Camil·la Parker Bowles, després d'haver escrit obres per celebrar el 16è aniversari del príncep Carles i la seva investidura.
El 1997 Alun Hoddinott va rebre el premi Glyndŵr per una contribució excepcional a les arts a Gal·les durant el Festival de Machynlleth. També va rebre un Lifetime Achievement Award de l'Arts Council of Wales el 1999 i la Fellowship of the Welsh Music Guild.
L'1 de març de 2007, la soprano Helen Field i el baríton Jeremy Huw Williams van donar l'estrena mundial del seu cicle de cançons orquestrals Serenissima amb l'Orquestra Nacional de Gal·les de la BBC al St David's Hall. Es va anunciar en aquesta ocasió que la nova seu de l'Orquestra Nacional de Gal·les de la BBC al Wales Millennium Centre de Cardiff inclouria una sala de concerts de 350 seients especialment construïda, anomenada BBC Hoddinott Hall (en gal·lès: Neuadd Hoddinott i BBC). La nova sala es va inaugurar amb un festival d'inauguració celebrat entre el 22 de gener i l'1 de febrer de 2009, amb actuacions en directe emeses per BBC Radio 3. La peça d'obertura va ser una peça d'espectacle del mateix Hoddinott.
Alun Hoddinott va morir l'11 de març de 2008 a l'Hospital Morriston, Swansea, als 78 anys, l'endemà de l'estrena mundial al Wigmore Hall del seu Music for String Quartet', impartit pel Sacconi Quartet. El seu últim treball, el poema simfònic orquestral "Taliesin", va ser estrenat per l'Orquestra Nacional de Gal·les de la BBC al Festival de Música de Swansea a l'octubre de 2009.